# エレオノール・ドニュエル

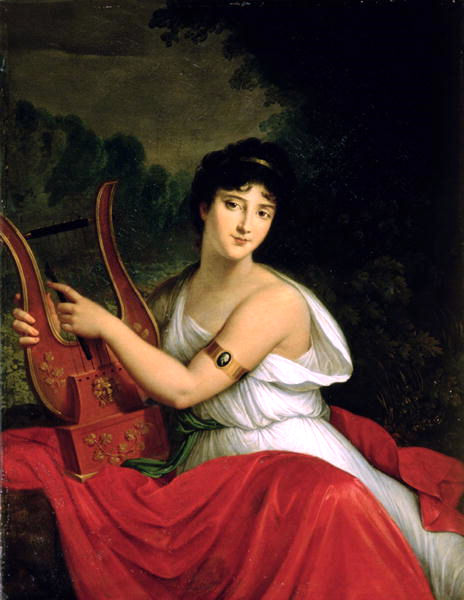
エレオノール・ドニュエル

ルイーズ・カトリーヌ・エレオノール・ドニュエル・ド・ラ・プレニュ（Louise Catherine Éléonore Denuelle de La Plaigne, 1787年9月3日 - 1868年1月30日）は、ナポレオン・ボナパルトのフランス人の愛人。
平民出身のメイド。1805年に大尉と結婚するも、夫は9週間で公費流用で入獄して破局。翌1806年にカロリーヌ・ボナパルトから兄ナポレオンを紹介され愛人関係になって、彼の子を身ごもり出産した。子供は爵位と年金を与えられて庶子として認知され、レオン伯シャルルとなった（以前に付き合っていたジョアシャン・ミュラが実父の可能性もある）。1808年に歩兵中尉と再婚するが、夫は4年後に戦死した。その後、1814年にリュクスブール伯爵シャルル・エミール・オギュスト・ルイと三たび結婚した。